# 宝藏镇
宝藏镇，是中华人民共和国云南省普洱市江城哈尼族彝族自治县下辖的一个乡镇级行政单位。
2012年12月28日，云南省人民政府批复同意撤销宝藏乡，设立宝藏镇。

## 行政区划
宝藏镇下辖以下地区：
水城村、良马河村、板河村、海明村、前进村和龙马村。